# FA Premier League 1999/2000
FA Premier League 1999/2000 vanns av Manchester United.

## Ledningsändringar
Leicester City manager Martin O'Neill flyttade till Celtic vid slutet av säsongen och blev ersatt av Peter Taylor från Gillingham
Newcastle United manager Ruud Gullit blev sparkad i september och blev ersatt av tidigare England-tränar Bobby Robson som vid 66 var den äldsta manager i Premierships historia
Southampton manager Dave Jones blev satt på 'arbetsbefrielse' från januari till att fokusera på att frige sitt namn i samband med en sak om barnmisshandel och han blev ersatt av tidigare England-tränare Glenn Hoddle. Vid slutet av säsongen, Blev Hoddles roll permanent och kontraktet till Jones med klubben blev avslutad.
Sheffield Wednesday sparkade Danny Wilson i mars och assistenten Peter Shreeves tok över till slutet av säsongen, efter den återgick han tillbaka till assistenttränarjobbet och manager uppgifter blev tagit vidare av Paul Jewell från Bradford City och Jewells assistent Chris Hutchings tillträdde som ny manager.
Wimbledon manager Joe Kinnear trädde av i början av säsongen efter sju år i ledningen. Han ersattes av Norges tidigare tränare Egil Olsen. Olsen blev sparkad före slutet av säsongen och ersattes av Terry Burton, som blev tilldelad jobbet trots att han inte lyckats förhindra nedflyttning.

## Personal och dräkter
(Per 14 maj 2000)
| Lag                 | Manager                     | Lagkapten        | Dräkttillverkare | Tröjsponsor         |
| ------------------- | --------------------------- | ---------------- | ---------------- | ------------------- |
| Arsenal             | Arsène Wenger               | Tony Adams       | Nike             | Dreamcast           |
| Aston Villa         | John Gregory                | Gareth Southgate | Reebok           | LDV Vans            |
| Bradford City       | Paul Jewell                 | Stuart McCall    | Asics            | JDC600              |
| Chelsea             | Gianluca Vialli             | Dennis Wise      | Umbro            | Autoglass           |
| Coventry City       | Gordon Strachan             | Gary McAllister  | CCFC Garments    | Subaru              |
| Derby County        | Jim Smith                   | Darryl Powell    | Puma             | EDS                 |
| Everton             | Walter Smith                | Dave Watson      | Umbro            | One2One             |
| Leeds United        | David O'Leary               | Lucas Radebe     | Puma             | Packard Bell        |
| Leicester City      | Martin O'Neill              | Steve Walsh      | Fox Leisure      | Walkers             |
| Liverpool           | Gérard Houllier             | Jamie Redknapp   | Reebok           | Carlsberg           |
| Manchester United   | Alex Ferguson               | Roy Keane        | Umbro            | Sharp               |
| Middlesbrough       | Bryan Robson                | Paul Ince        | Erreà            | Cellnet             |
| Newcastle United    | Bobby Robson                | Alan Shearer     | Adidas           | Newcastle Brown Ale |
| Sheffield Wednesday | Peter Shreeves (tillfällig) | Des Walker       | Pony             | Sanderson           |
| Southampton         | Glenn Hoddle                | Matt Le Tissier  | Saints           | Friends Provident   |
| Sunderland          | Peter Reid                  | Steve Bould      | Asics            | Reg Vardy           |
| Tottenham Hotspur   | George Graham               | Sol Campbell     | Adidas           | Holsten             |
| Watford             | Graham Taylor               | Rob Page         | Le Coq Sportif   | Phones 4u           |
| West Ham United     | Harry Redknapp              | Steve Lomas      | Fila             | Dr. Martens         |
| Wimbledon           | Terry Burton                | Robbie Earle     | Lotto            | Tiny                |

## Tabell
| Nr | Lag                    | S  | V  | O  | F  | GM | IM | MS  | P  |
| -- | ---------------------- | -- | -- | -- | -- | -- | -- | --- | -- |
| 1  | Manchester United (RM) | 38 | 28 | 7  | 3  | 97 | 45 | +52 | 91 |
| 2  | Arsenal                | 38 | 22 | 7  | 9  | 73 | 43 | +30 | 73 |
| 3  | Leeds United           | 38 | 21 | 6  | 11 | 58 | 43 | +15 | 69 |
| 4  | Liverpool              | 38 | 19 | 10 | 9  | 51 | 30 | +21 | 67 |
| 5  | Chelsea                | 38 | 18 | 11 | 9  | 53 | 34 | +19 | 65 |
| 6  | Aston Villa            | 38 | 15 | 13 | 10 | 46 | 35 | +11 | 58 |
| 7  | Sunderland (U)         | 38 | 16 | 10 | 12 | 57 | 56 | +1  | 58 |
| 8  | Leicester City         | 38 | 16 | 7  | 15 | 55 | 55 | 0   | 55 |
| 9  | West Ham United        | 38 | 15 | 10 | 13 | 52 | 53 | −1  | 55 |
| 10 | Tottenham Hotspur      | 38 | 15 | 8  | 15 | 57 | 49 | +8  | 53 |
| 11 | Newcastle United       | 38 | 14 | 10 | 14 | 63 | 54 | +9  | 52 |
| 12 | Middlesbrough          | 38 | 14 | 10 | 14 | 46 | 52 | −6  | 52 |
| 13 | Everton                | 38 | 12 | 14 | 12 | 59 | 49 | +10 | 50 |
| 14 | Coventry City          | 38 | 12 | 8  | 18 | 47 | 54 | −7  | 44 |
| 15 | Southampton            | 38 | 12 | 8  | 18 | 45 | 62 | −17 | 44 |
| 16 | Derby County           | 38 | 9  | 11 | 18 | 44 | 57 | −13 | 38 |
| 17 | Bradford City (U)      | 38 | 9  | 9  | 20 | 38 | 68 | −30 | 36 |
| 18 | Wimbledon              | 38 | 7  | 12 | 19 | 46 | 74 | −28 | 33 |
| 19 | Sheffield Wednesday    | 38 | 8  | 7  | 23 | 38 | 70 | −32 | 31 |
| 20 | Watford (U)            | 38 | 6  | 6  | 26 | 35 | 77 | −42 | 24 |